# Biskek
Biskek (Бишкек, بىشكهك) Kirgizisztán fővárosa. Lakossága mintegy 900 000 fő (2005-ös adat).
Biskek a széles sugárutak és márványborítású középületek városa, ahol nagy számban találhatók a régi, szovjet stílusú lakóházak, belső udvarokkal, a külvárosokban pedig kisebb családi házak épültek. A város négyzethálós utcaszerkezetű, az utakat számtalan hatalmas fa szegélyezi, ezek öntözésére, pedig minden út mellett kis méretű öntöző árkokat alakítottak ki. A város, árnyat adó fákkal és hatalmas tereivel, Közép-Ázsia legzöldebb városának számít. Biskek mellékvágánnyal kapcsolódik rá a Turkesztán–Szibéria-vasútvonalra.

## A város neve
A települést 1878-ban alapították a Kokandi Kánság – Pispek nevű – erődítményének a helyén. 1925-ben Mihail Frunze (1885–1925) bolsevik katonai parancsnok, a város szülötte után, a halálát követő megemlékezésen a neve Frunzegrad – majd ezt, 1926 áprilisában a hatalom újra megváltoztatta, ezúttal Frunze lett. Mivel a kirgiz nyelvben nem ejtették az F hangot és a szóeleji mássalhangzó-torlódás sem megengedett, a helyiek ezt úgy ejtették, „Purunze”. Kirgizisztán függetlenné válása után felmerült a névváltoztatás, de kiderült a Pispek szó eredettörténete ismeretlen. Ekkor döntöttek úgy, a kumisz készítésére szolgáló köpülőszerszámról a biskekről nevezik el. Hogy a háztartási eszköz nevének mi köze az erőd nevéhez, tisztázatlan, de 1991-ben a elfogadták az új elnevezést, Biskek.

## Földrajz
Biskek körülbelül 800 m tengerszint fölötti magasságon helyezkedik el, a 4800 métert elérő Ala-Too hegység északi lankáin, amely a Tien-san hegylánc nyugati meghosszabbítása. A közeli hegylánc lélegzetelállító szépséggel magasodik a város fölé. A várostól északra található az ország éléskamrája, az itt kezdődő sztyepp Kazahsztán területére is messze benyúlik. A területet a Csu folyó látja el vízzel.

### Éghajlat
A város éghajlata nedves kontinentális, az átlagos csapadékmennyiség 440 milliméter évente. Az átlagos napi hőmérséklet januárban −3 °C, júniusban 25 °C. A nyári hónapokban erős szél- és porviharok is előfordulhatnak. A téli hónapokban előfordulhat hó, illetve gyakori a sűrű köd is.
| Hónap                                                            | Jan.  | Feb.  | Már.  | Ápr.  | Máj. | Jún. | Júl. | Aug. | Szep. | Okt.  | Nov.  | Dec.  | Év    |
| ---------------------------------------------------------------- | ----- | ----- | ----- | ----- | ---- | ---- | ---- | ---- | ----- | ----- | ----- | ----- | ----- |
| Rekord max. hőmérséklet (°C)                                     | 19,2  | 25,3  | 30,5  | 34,7  | 35,6 | 40,9 | 42,8 | 39,5 | 36,8  | 34,1  | 27,9  | 23,3  | 42,8  |
| Átlagos max. hőmérséklet (°C)                                    | 3,2   | 4,9   | 11,2  | 18,5  | 23,6 | 29,0 | 31,7 | 30,9 | 25,5  | 17,8  | 11,0  | 5,0   | 17,8  |
| Átlaghőmérséklet (°C)                                            | −2,6  | −0,8  | 5,3   | 12,3  | 17,4 | 22,4 | 24,9 | 23,8 | 18,5  | 11,0  | 4,7   | −0,9  | 11,4  |
| Átlagos min. hőmérséklet (°C)                                    | −7,1  | −5,2  | 0,4   | 6,4   | 11,1 | 15,6 | 17,9 | 16,4 | 11,3  | 5,0   | −0,1  | −5,1  | 5,6   |
| Rekord min. hőmérséklet (°C)                                     | −31,9 | −34,0 | −21,8 | −12,3 | −5,5 | 2,4  | 7,4  | 5,1  | −2,8  | −11,2 | −32,2 | −29,1 | −34,0 |
| Átl. csapadékmennyiség (mm)                                      | 26    | 34    | 55    | 67    | 61   | 34   | 21   | 13   | 19    | 45    | 42    | 35    | 452   |
| Havi napsütéses órák száma                                       | 136   | 130   | 151   | 195   | 260  | 306  | 331  | 316  | 264   | 195   | 144   | 114   | 2542  |
| Forrás: World Meteorological Organization, Hong Kong Observatory |       |       |       |       |      |      |      |      |       |       |       |       |       |

## Történelem
Eredetileg a selyemút Tien-san hegyláncon átkelő egyik elágazásának karaván pihenőhelye volt (talán a szogdok alapították), amit 1825-ben egy agyagerőddel erősített meg Muhammad Ali kokandi kán. Amikor Oroszország 1862-ben a területet magához csatolta, a cári csapatok az erődöt is bevették és lerombolták. Az oroszok katonai támaszpontot hoztak itt létre. 1877-től az akkori orosz kormányzat hatalmas termőföldek kiutalásával ösztönözte orosz földművesek betelepülését. A város 1926-ban lett az újonnan létrehozott Kirgiz SZSZK fővárosa.
A Szovjetunió széthullását követően Kirgizisztán 1991-ben nyerte el függetlenségét és a főváros ekkor kapta mai nevét, a „Biskeket”. Ma eleven, gyorsan modernizálódó város, számtalan étteremmel, kávéházzal, utcáin egyre több használt európai és japán gépkocsival és a mindenhol jelenlévő ún. marsrutká-val. A marsrutkák olyan, közepes méretű autóbuszok, amelyek iránytaxiként funkcionálnak, a kötött útvonalon bárhol megállíthatók fel- vagy leszállás végett. A kb. 15-18 személyes buszokon nem ritkán 30-an is utaznak, a viteldíj 5 szom, ami kb. 25 forintnak felel meg (2010).
A szovjet időkben számos hatalmas ipari üzem működött itt, kiemelkedő példája ezeknek a Lenin-művek, ahova a második világháború idején Sztálin az előrenyomuló német hadseregek elől kitelepítette a Moszkva-környéki nehézipari gyárakat. Ezek az üzemek mára szinte teljesen beszüntették a termelést, illetve igen korlátozott mértékben működnek tovább.
Biskekben volt az egyik nagyobb szovjet katonai pilótakiképző-központ, ahol nagyszámú magyar pilóta is tanulta a mesterséget. Vadászrepülőgépekre, szállítógépekre és katonai helikopterekre egyaránt képeztek itt ki szakembereket. Talán leghíresebb diákja az iskolának Hoszni Mubárak volt, aki néhány évtizeddel később Egyiptom elnöke lett.
Az Egyesült Államok 2002-ben jogot szerzett a város központjától 25 km-re észak-északnyugatra fekvő Manasz nemzetközi repülőtér igénybevételére, ahol légibázist alakítottak ki. Az USA légi ereje innen hajtotta végre afganisztáni és iraki bevetéseinek jelentős részét. A bázis először a Ganci Légibázis nevet kapta, majd amikor a légierő belső utasításából kiderült, hogy külföldi légibázis nem viselheti amerikai hős nevét, a bázis elnyerte ma is használatos nevét, a Manas Air Base-t (a legendás kirgiz hős után), bár a média a mai napig előszeretettel nevezi Gancinak. Ezek után Oroszország is létrehozta saját légibázisát a közeli Kant városában.

## Látnivalók
Biskek Közép-Ázsia egyik legszebb és leghaladóbb városa, az ősi selyemúton helyezkedik el. Bár maga a város viszonylag fiatal, a környező területek bővelkednek olyan látványosságokban, amelyek a történelem előttről, a buddhizmus, a nesztoriánus hatás, a tekintélyes kánságok és a szovjet időszakból származnak. A város jelentős területét foglalják el a hatalmas közparkok, emlékművek, széles utak, és egyéb nyílt terek.

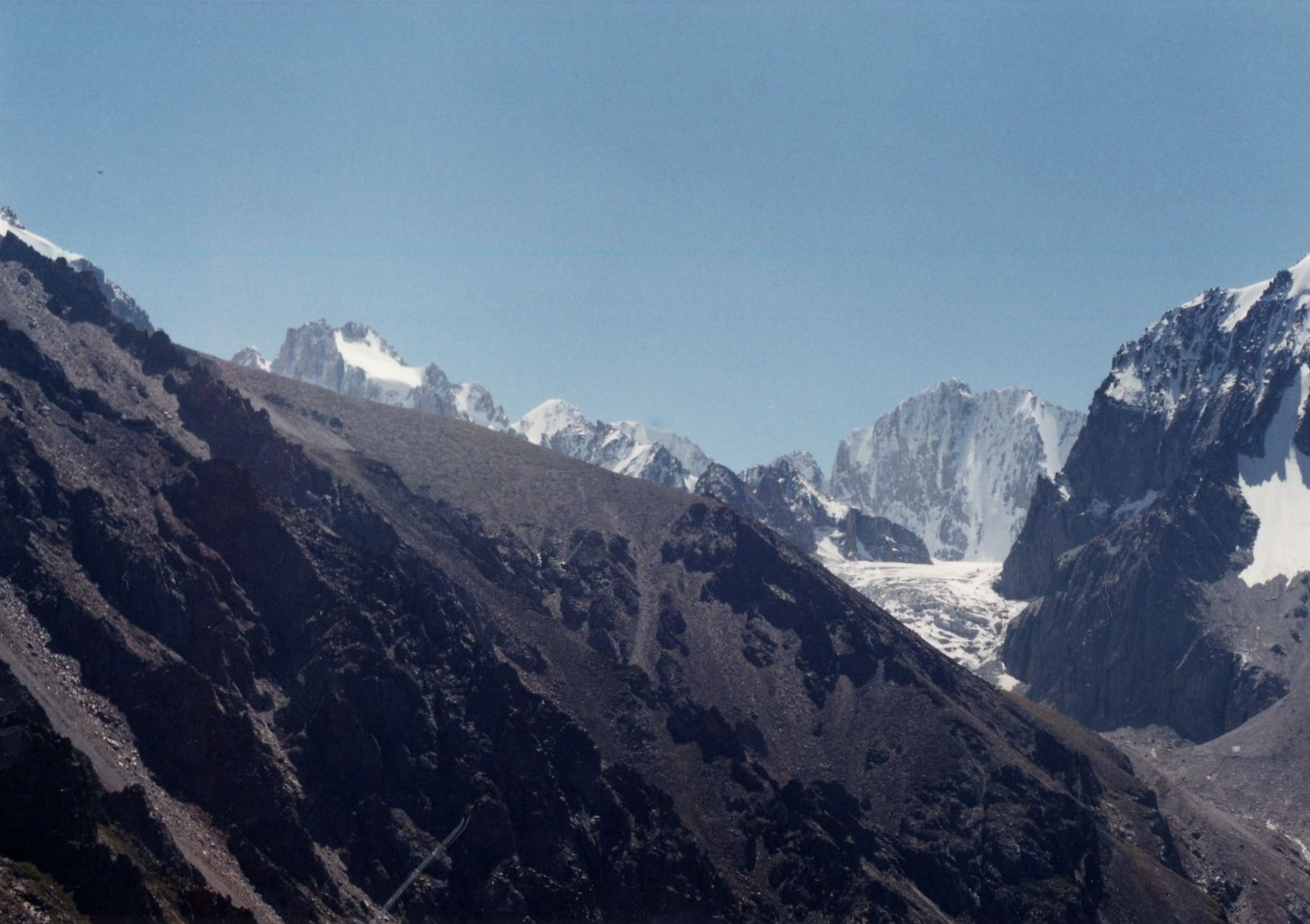
Ala Arcsa Nemzeti Park. commons:User:Ptilou felvétele

- Az Ala-Too hegység, a várostól 40 km-re, csodálatos hátteret nyújt a városi látnivalóknak; a hegységben található az Ala Arcsa Nemzeti Park, amely megéri a kb. egyórás utazást.
- Állami Történeti Múzeum, a város főterén található
- Állami Iparművészeti Múzeum, hagyományos kirgiz népművészet bemutatója
- Frunze Emlékház
- Nagyszámú Lenin-szobor maradt fenn a városban, a legnagyobb a Parlamenttel szemben egy zöld parkban helyezkedik el – 2003-ban helyezték át ide eredeti helyéről, a város főteréről
- Mihail Vasziljevics Frunze lovas szobra a vasútállomással szembeni téren áll
- A Fehér Ház, a kirgiz kormányzati központ egy hatalmas, hétemeletes, fehér márvány borítású épület, a Kirgiz SZSZK Kommunista Párt volt székháza
- Az Ala-Too tér a Függetlenségi emlékművel, ahol őrségváltást lehet megtekinteni.

## Gazdaság
Biskek filmipari központ, jelentős kapacitással rendelkezik az ipar, a bányászat valamint az idegenforgalom területén.

## Éjszakai élet
A fővárosban több nagy night club működik ezek közül kiemelkedik az Apple, a City, a Heaven, a Fire & Ice és az  Emporio.

## Kereskedelem

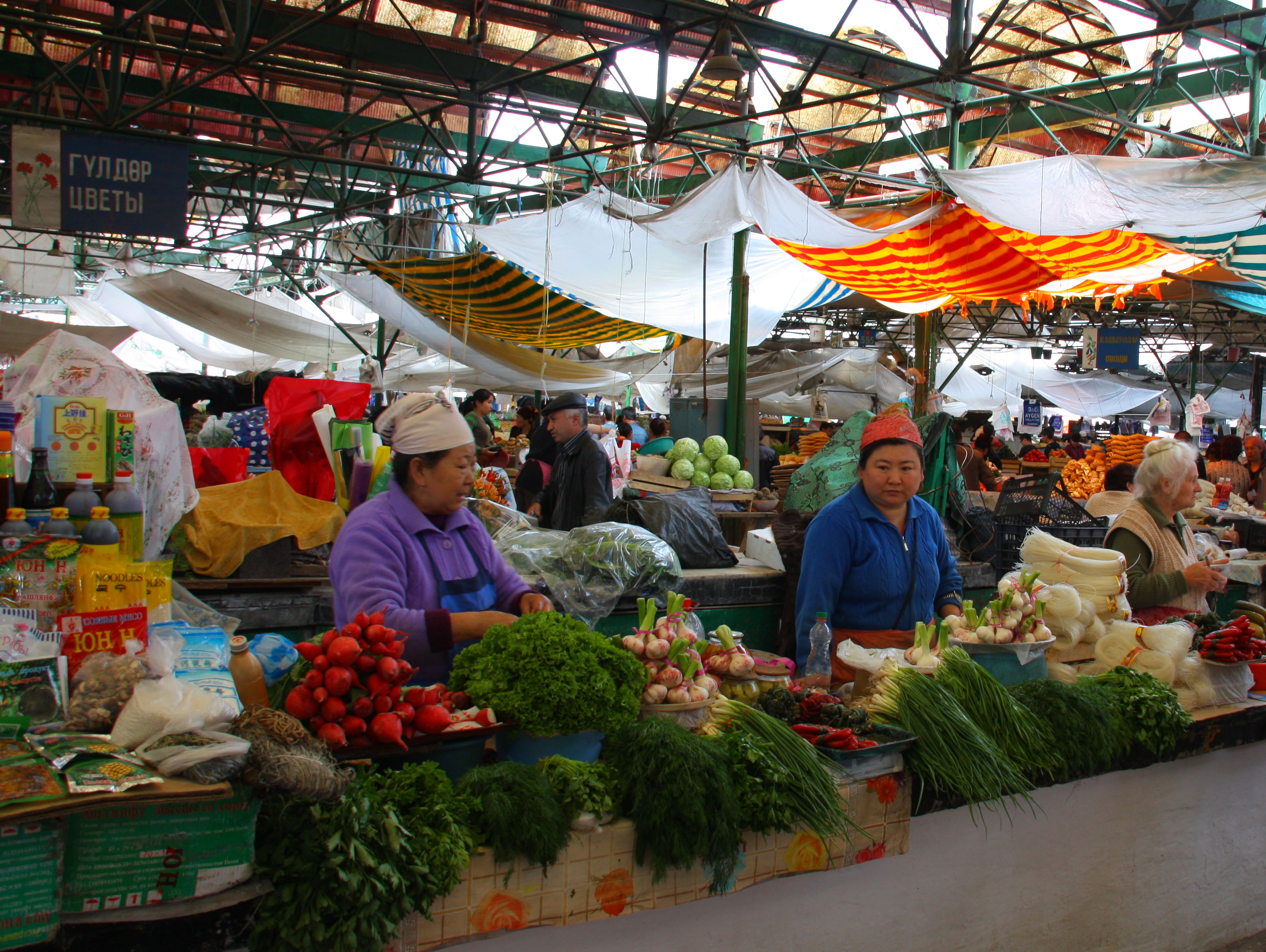
Os bazár Biskekben

Nagyon sokféle vásárlási lehetőség adódik Biskekben. Ezek az olcsó, keleti bazár jellegű piacoktól egészen az elegáns plázákig terjednek. Közép-Ázsia legnagyobb piacának tartják a Dordoj piacot, ami hatalmas áruválasztékot kínál. Friss fűszerekért, napi konyhai alapanyagokért, vagy egyszerű látványosságként, fel kell keresni az Os bazárt. „Narodnij” néven bevásárlóközpont-hálózat is működik a fővárosban, itt hitelkártyát is elfogadnak. Biskeknek pláza jellegű áruházai is vannak: a CUM (Centralnij Unyiverszalnij Magazin), a Dordoj Plaza és a Beta Üzletek.

## Testvérvárosok
- USA,  Colorado Springs – (1994)
- USA,  Meriden – (2005)
- Törökország,  Ankara
- Törökország,  İzmir
- Kazahsztán,  Almati
- Kazahsztán,  Asztana
- Irán,  Qazvin
- Kína,  Ürümcsi
- Fehéroroszország,  Minszk– (2008)

## Lásd még
- Kirgizisztán
- Toktogul
- Abdilasz Maldibajev